# إيان غابرييل
إيان غابرييل (بالإنجليزية: Ian Gabriel)‏ هُو مُخرج سينمائي وتلفزيوني جنوب أفريقي.
أخرج إيان غابرييل فيلم "المسامحة"، وهذا الأخير هُو من بطولة أرنولد فوسلو، ويُعالج موضوع التسامح في جنوب إفريقيا خلال فترة ما بعد حقبة الفصل العنصري. كما أخرج غابرييل أيضا فيلم أربع زوايا والذي صدر سنة 2013، وقد اختير الفيلم ليكون الترشيح الرسمي لجنوب أفريقيا بخصوص جائزة أفضل فيلم بلغة أجنبية في حفل توزيع جوائز الأوسكار السادس والثمانون.

## روابط خارجية
- إيان غابرييل على موقع IMDb (الإنجليزية)
- إيان غابرييل على موقع قاعدة بيانات الفيلم (الإنجليزية)